# Halo (ciudad)

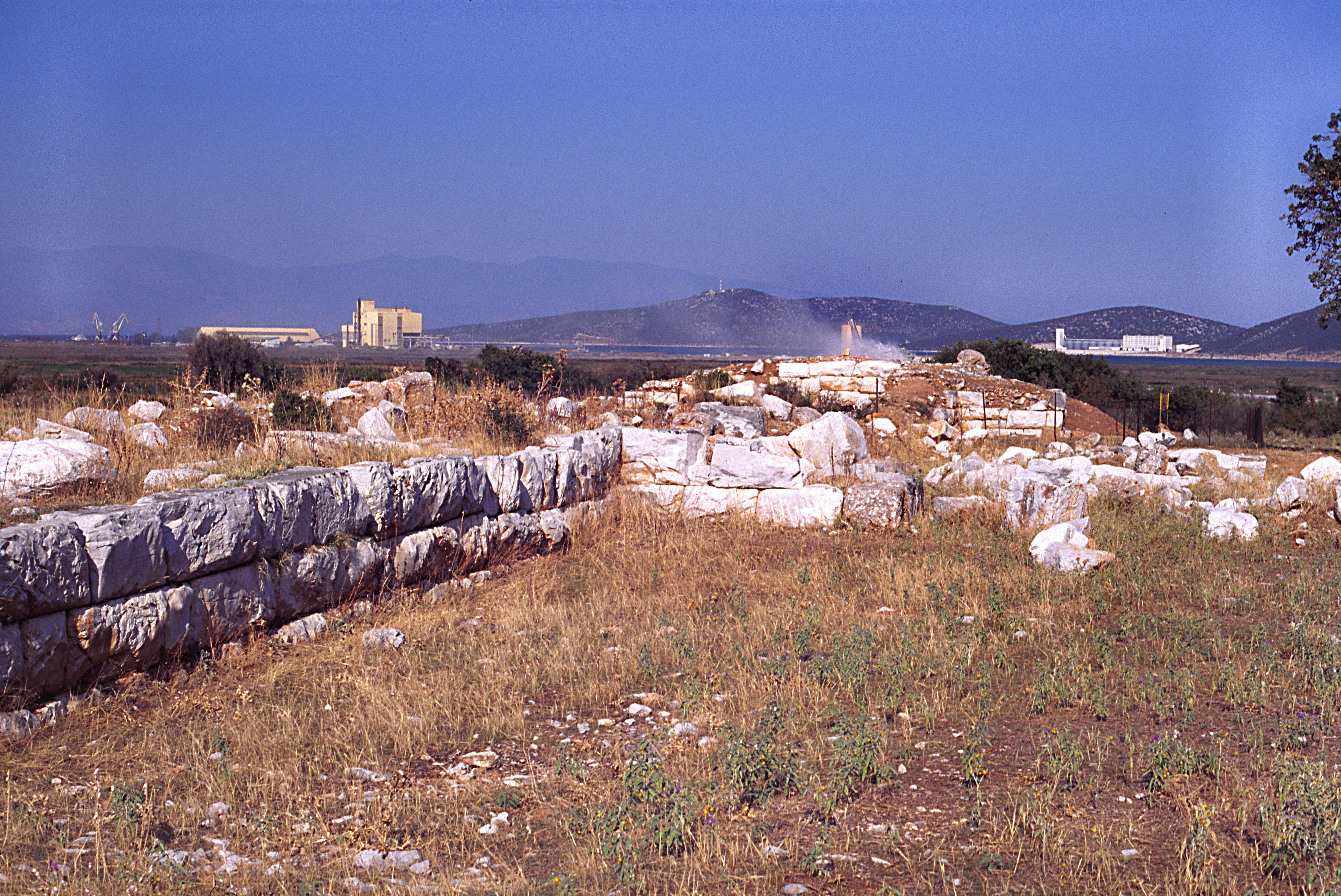
Ruinas del municipio de Almyros, uno de los lugares propuestos para la localización de Halo.

Halo o Alo (en griego antiguo: Ἅλος, Hálos) es el nombre de una antigua ciudad griega de Tesalia, en la zona de Ftiótide. 
Fue mencionada por Homero en el catálogo de las naves de la Ilíada. Citada por Heródoto como puerto marítimo, se la sitúa cerca de la costa del golfo de Págasas.
Estrabón menciona que se encontraba en la parte norte de la Ftiótide, en un extremo del monte Otris, en la parte alta de la llanura Crocia, cerca del monte Trifesto. Pasaba junto a su muralla el río Anfriso. La ubica a sesenta estadios de Itono, a cien de Tebas de Ftiótide y a medio camino entre Farsalo y Ftía. El geógrafo añade que, según la tradición, había sido fundada por Atamante pero que en una época posterior a una destrucción que había sufrido fue colonizada por farsalios, a quienes la había entregado Filipo II de Macedonia.
De la mención de Demóstenes al asedio al que la sometió el general macedonio Parmenión en el año 346 a. C., se ha deducido que estaba fortificada a mediados del siglo IV a. C.. Tras su conquista se despobló y el territorio fue entregado a la ciudad de Farsalo.

## Nueva Halo
La ciudad fue refundada a comienzos del periodo helenístico, en torno al 302 a. C., a iniciativa de Demetrio Poliorcetes.Esta nueva fase de la ciudad es denominada por los arqueólogos con el nombre de Nueva Halo. Fue ocupada sólo hasta el 265 a. C. aproximadamente. Tenía sesenta y cuatro bloques de casas de ancho normalizado pero de longitud variable. La ciudad tenía una función primordialmente militar, pero el área residencial fortificada se mantenía bastante separada de la acrópolis militar.
Heródoto menciona un santuario dedicado a Zeus Lafistio y un pritaneo.
Acuñó monedas de bronce en los siglos IV y III a. C. con la leyenda «ΑΛΕΩΝ».
Se desconoce su ubicación. Se han propuesto varias localizaciones: Magoula Plataniotiki , Almyrós y el Kastro de Lamía.